# 佐爾尼察灣

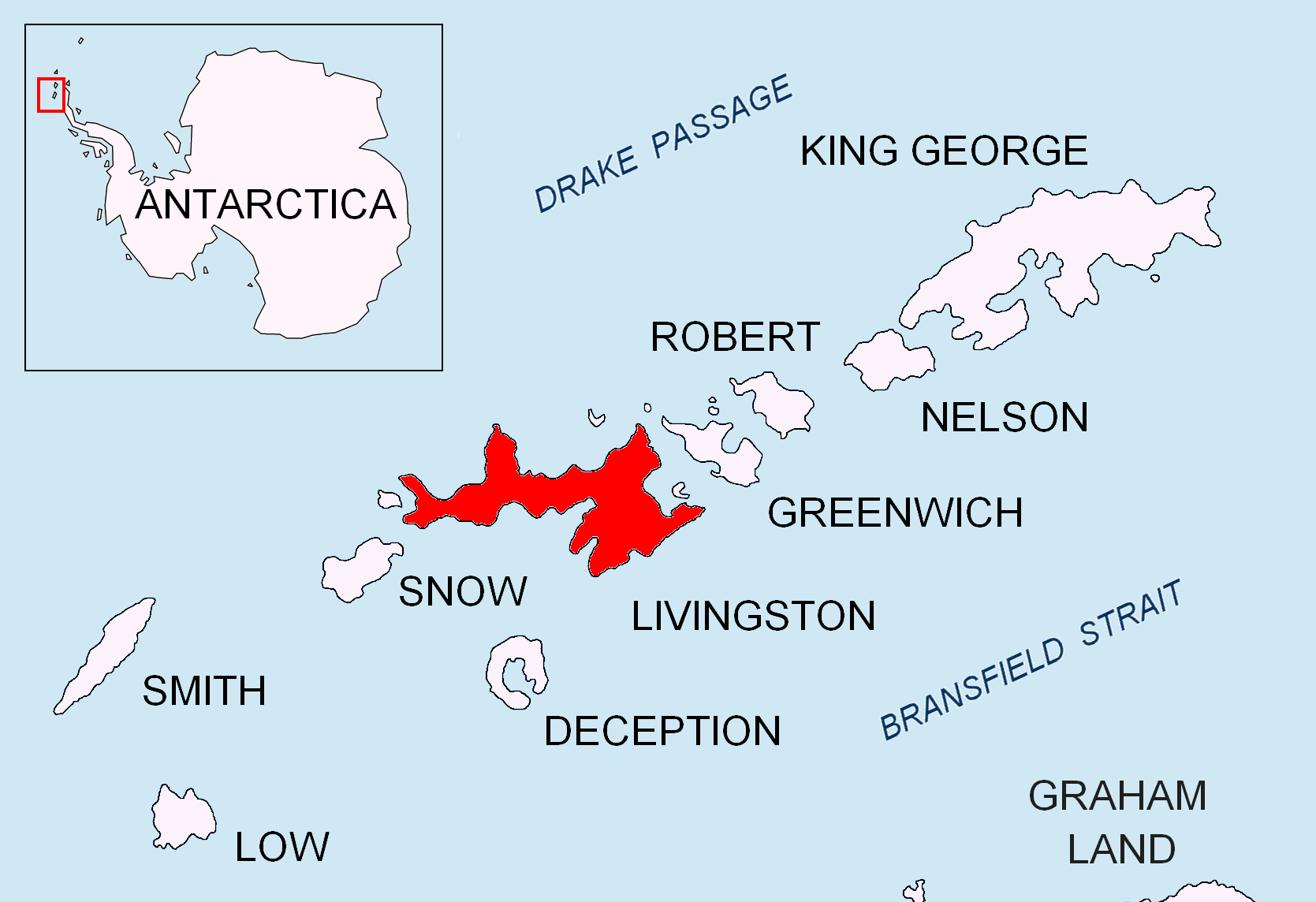

佐爾尼察灣（Zornitsa Cove），是南極洲的海灣，位於南設得蘭群島的利文斯頓島北岸，長3.1公里、寬7公里，入口處在羅角和謝薩角之間的若望保祿二世半島西岸，現時由南極條約體系管理。
62°34′10″S 60°50′50″W / 62.56944°S 60.84722°W